# JR (художник)
JR (род. 22 февраля 1983 года) — инициалы фотографа и художника, который не называет своего полного имени. Он описывает себя как «photograffeur» (фотограф и граффити-художник в одном слове) и утверждает, что улица — это «самая большая галерея в мире». Его деятельность — это флайпостинг (англ.) больших чёрно-белых изображений в публичных местах, в манере освоения антропогенной среды граффити-художниками. Его работы высокомотивированы социально и политически.
Проекты JR сочетают в себе творчество и действие, в них рассматриваются темы обязательств, свободы, личности, ограничений . Он был представлен Фабрисом Бусто, как «тот, кого мы уже зовем Картье Брессоном XXI века»
20 октября JR выиграл премию TED на 2011 год. TED Prize — премия TED, присуждаемая с 2005 года — $100 000 за «желание изменить мир» (wish to change the world).

## Жизнь и карьера
JR начал свою карьеру как граффити-художник будучи подростком, по его собственному признанию, не для того, чтобы изменить мир, а для чтобы отличиться в обществе. Он часто выбирал для своих граффити динамичные места, такие, как крыши поездов, метро.
В парижском метро JR нашёл камеру, и его друзья начали документировать процесс создания граффити. В 17 лет JR начал клеить эти фотографии на внешних стенах города.
В 2015 году JR отправился в путешествие по Европе, чтобы встретиться с людьми, для которых способ их самовыражения был связан с использованием открытых стен.. Посетил Западную и Центральную часть России, посетил такие города как Москва, Тамбов, Самара, Оренбург, Пенза и Тольятти. Встретился на сборах уличных художников и отметил таких людей, как D_O_Z_O_R (Сергей Забалуев); F-Aer (Иван Гидненько); Dried (Алексей Мамедов) Girl-Baby (Алёна Приходько). Затем он начал задаваться вопросом о вертикальных границах: стенах и фасадах, которые структурируют города.
Наблюдая за людьми, общаясь, слушая их истории, JR делал портреты и выставлял их в метро, на улицах и на крышах Парижа.
Между 2004 и 2006 годами, JR создал проект Portraits of a Generation (Портреты поколения) — портреты молодых людей, обитающих на стройках в окрестностях Парижа. JR выставил эти фотографии, напечатанные в огромном формате, на стенах Парижа. Изображения были своего рода обращением к прохожим, они ставили под сомнение социо-медийный образ поколения, которое можно увидеть только за воротами Парижа.
В 2007 году JR вместе с Марко (Marc Berrebi)  выставил огромные фотографии израильтян и палестинцев,  лицом к лицу, в восьми палестинских и израильских городах, и по обе стороны Израильского разделительного барьера, назвав этот проект Face 2 Face (Лицом к лицу). По возвращении в Париж, он вставил эти портреты в столице. Для JR этот художественный акт был, прежде всего, человеческим: «Героями проекта являются все те, кто, по обе стороны стены, позволил мне выставить портреты на своих домах».
В 2008 году JR отправился в международный тур, чтобы сделать снимки для своего нового проекта Women Are Heroes (Женщины — это герои), в котором он подчёркивает достоинство женщин, вынужденных жить в среде конфликта.
JR называет себя «городской артивист (artivist)».  Он создаёт первазивные произведения искусства, которые выставляет на зданиях Парижа, на стенах Ближнего Востока, на сломанном мосту в Африке (Монровия, Либерия, 2008 год) или в фавелах Бразилии. Люди принимают участие в процессе флайпостинга, или в проекте в целом, таким образом, художника и зрителя ничто не разделяет.
JR никогда не ограничивает поле своих работ, делая их частью среды и оставляя пространство для встречи между темой/героем и прохожим/интерпретатором, и в этом суть его работы.